# Мегаскоп
Мегаскоп — це оптичний пристрій, який використовується для проєкції збільшеного зображення непрозорих об'єктів, таких як фотографії, друковані зображення або інші непрозорі поверхні, на екран чи стіну. Цей пристрій здебільшого застосовувався у XIX—XX століттях для освітніх, мистецьких і наукових цілей, хоча сьогодні його функції виконують сучасні мультимедійні пристрої.

## Принцип роботи
Мегаскоп працює за таким принципом:
1. Джерело світла: яскравий пучок світла спрямовується на непрозорий об'єкт.
2. Система дзеркал: світло, відбите від об'єкта, збирається і направляється через лінзову систему.
3. Лінзи: формують і збільшують зображення, яке потім проєктується на екран.
4. Це дозволяє відтворювати чітке й збільшене зображення об'єкта для перегляду великою аудиторією.

## Застосування
- Освіта: використання для демонстрації книжкових сторінок, карт або інших візуальних матеріалів у навчальних аудиторіях.
- Мистецтво: для аналізу картин, гравюр або інших творів мистецтва.
- Наукові дослідження: використання для демонстрації об'єктів, що потребують збільшення, таких як зразки мінералів чи інших матеріалів.

## Історія
Мегаскопи з'явилися у XIX столітті і швидко здобули популярність завдяки своїй здатності проєктувати зображення непрозорих об'єктів, що не могли бути відтворені іншими пристроями, такими як проєктори для слайдів. У сучасну епоху їх замінили цифрові документ-камери та мультимедійні проєктори.

## Різниця з іншими пристроями
- Мегаскоп: використовується для непрозорих об'єктів.
- Епіскоп: термін, іноді використовуваний як синонім до мегаскопа.
- Діаскоп: пристрій для проєкції прозорих зображень (слайдів).

## Сучасні аналоги
Сьогодні мегаскопи фактично вийшли з ужитку, але їх функції виконують: Документ-камери: цифрові пристрої, що дозволяють транслювати зображення об'єктів у режимі реального часу.
Мультимедійні проєктори: проєкція цифрових зображень.